# ترور بریست
ترور بریست (انگلیسی: Trevor Brissett; ۲ ژانویهٔ ۱۹۶۱ – ۱۷ مهٔ ۲۰۱۰) بازیکن فوتبال اهل بریتانیا بود.
از باشگاه‌هایی که در آن بازی کرده‌است می‌توان به باشگاه فوتبال استوک سیتی، باشگاه فوتبال دارلینگتون، باشگاه فوتبال مکلسفیلد تاون، باشگاه فوتبال نیوکاسل تاون، باشگاه فوتبال ویتون آلبیون، باشگاه فوتبال استافورد رانجرز، و باشگاه فوتبال پورت ویل اشاره کرد.